# غريغ أبيل
غريغ أبيل هو مسير أعمال كندي، ولد في عقد 1960 في إدمونتون في كندا.

## مسيرته المهنية
وصل عريغ أبيل إلى مكانة بارزة في "بيركشاير" كمدير رئيسي لعمليات الطاقة لديها بعد قيامه ببناء هذه الأعمال في شركة تضم الآن أكثر من 23 ألف موظف. حيث عيّن نائب لرجل الأعمال وارن بافيت ويعد خليفة له في إدارة الشركة.